# Susana
Susana, també coneguda com a Demonio y carne és una pel·lícula mexicana de Luis Buñuel Portolés dirigida el 1950, just després de Los olvidados, i estrenada el 1951. És una comèdia dramàtica, de la qual Buñuel lamentava el final massa moral.

## Argument
Per una terrible nit de tempesta, on l'euga Lozana acaba de fer un fals avortament, una noia escapada d'un correccional (Rosita Quintana) arriba a la hacienda de Don Guadalupe (Fernando Soler). Hi és ben acollida, només la vella serventa Felisa la considera com una enviada del diable. Susana sedueix en principi Jesús, l'intendent (Víctor Manuel Mendoza), després Alberto, el fill de la família, i finalment Don Guadalupe mateix. Aconsegueix fer acomiadar l'intendent, que s'ha assabentat de la veritat sobre ella, i està a punt de fer fora la mare de família, Dona Carmen (Matilde Palou), quan venen finalment a detenir-la. Amb la seva expulsió, la hisenda coneix la calma, a la qual respon la guarició de l'euga.

## Repartiment
- Fernando Soler: Don Guadalupe
- Rosita Quintana: Susana
- Víctor Manuel Mendoza: Jesus, l'intendent
- Matilde Palou: Dona Carmen, dona de Don Guadalupe
- María Gentil Arcos: Felisa, la serventa
- Luis López Somoza: Alberto, el fill de la família
- Rafael Icardo: Don Severiano, el veterinari
- Enrique del Castillo: El guarda del correccional